# Barei (Bénin)
Pour la chanteuse espagnole, voir Barei.
Barei est l'un des douze arrondissements de la commune de Djougou dans le département de la Donga au Bénin.

## Géographie
Barei est situé au Nord-ouest du Bénin et compte 7 villages que sont Anoum, Bandessar, Bandetchouri, Barei, Dangoussar, Gondessar et Selra.

## Démographie
Selon le recensement de la population de 2013 conduit par l'Institut national de la statistique et de l'analyse économique (INSAE), Barei compte 12 849 habitants  .